# Rừng Na Uy (tiểu thuyết)
Rừng Na-Uy (tiếng Nhật: ノルウェイの森, Noruwei no mori) là tiểu thuyết của nhà văn Nhật Bản Murakami Haruki, được xuất bản lần đầu năm 1987. Với thủ pháp dòng ý thức, cốt truyện diễn tiến trong dòng hồi tưởng của nhân vật chính là chàng sinh viên bình thường Watanabe Tōru. Cậu ta đã trải qua nhiều cuộc tình chớp nhoáng với nhiều cô gái trẻ ưa tự do. Nhưng cậu ta cũng có những mối tình sâu nặng, điển hình là với Naoko, người yêu của người bạn thân nhất của cậu, một cô gái không ổn định về cảm xúc, và với Midori, một cô gái thẳng thắn và hoạt bát. Các nhân vật trong truyện hầu hết là những con người cô đơn móc nối với nhau. Có những nhân vật đã phải tìm đến cái chết để mãi mãi giải thoát khỏi nỗi đau đớn ấy.
Câu chuyện xảy ra với bối cảnh là nước Nhật những năm 1960, khi mà thanh niên Nhật Bản, như thanh niên nhiều nước khác đương thời, đấu tranh chống lại những định kiến tồn tại trong xã hội. Murakami miêu tả những sinh viên cải cách này như những tên đạo đức giả và thiếu sự kiên định.
Tác phẩm này đã đưa Murakami lên thành một trong những nhà văn hàng đầu của Nhật Bản.
Tên nguyên gốc của tác phẩm, Noruwei no mori, là cách dịch tiêu chuẩn trong tiếng Nhật cho tựa bài hát "Norwegian Wood" được John Lennon viết khi còn trong nhóm The Beatles (và cũng thường được nhắc đến trong cốt truyện).
Tác phẩm được dịch sang tiếng Việt và xuất bản lần đầu tiên vào năm 1997 do Kiều Liên và Hải Thanh thực hiện, Bùi Phụng hiệu đính. Năm 2006 bản dịch mới của Trịnh Lữ được Nhã Nam xuất bản. Cả hai bản dịch đều được dịch từ tiếng Anh.

## Các nhân vật chính
Watanabe Tōru (ワタナベ トオル)
nhân vật chính và là người kể chuyện. Anh là một sinh viên ở Tokyo, ưa thích về drama. Không giống như phần lớn sinh viên, anh quan tâm tới phương Tây và đặc biệt về văn học Mỹ. Anh là bạn thân của Kizuki, đã phát triển tình cảm lãng mạn với Naoko và với người sau này là Midori.
Watanabe chán ghét trường học bạn học, ghét quốc ca quốc kỳ và toàn thể xã hội nói chung nhưng anh yêu thiên nhiên, âm nhạc và vài người trong xã hội là Kizuki, Naoko, Reiko và Midori.
Naoko (直子)
là một thiếu nữ xinh đẹp và mẫn cảm, bạn gái của Kizuki, nhưng đã có quan hệ với Tōru sau cái chết của Kizuki. Chị gái của Naoko đã tự tử khi mới 17 tuổi và việc Kizuki cũng tự tử ở cùng độ tuổi như vậy đã ảnh hưởng lớn và lâu dài tới trạng thái tình cảm của Naoko. Cô mắc bệnh tâm thần phải điều trị và tự tử trong trại tâm thần. Cô có tâm hồn đẹp nhưng có nỗi sợ kinh hoàng mang tính bệnh lý.
Kobayashi Midori (小林 緑)
một cô gái lanh lợi, học cùng lớp với Tōru. Cô cùng với chị gái đã giúp người cha trông nom một cửa hàng sách nhỏ. Cô, giống Naoko, cũng đã có bạn trai nhưng đồng thời cũng có tình cảm với Tōru khi họ càng ngày càng thân và hiểu nhau hơn, và thậm chí sau này cô đã chia tay bạn trai, và muốn gắn bó với Tōru.
Cô căm ghét bố mình vì cho rằng ông yêu thương cô không đủ, rằng ông yêu vợ hơn các con. Cô ghét mẹ vì đã mắng mỏ cô nên ở đám tang cha mẹ Midori kiên quyết không khóc, cô còn thầm chửi các bậc cô bác chú dì vì họ khuyên cô nên tỏ ra đau buồn một chút. Ngoài ra cô ghét thậm tệ trường tiểu học của mình vì ở đó cô đã cố gắng mà không được thành tích gì. Cô ghét các bạn ở trường đại học vì hay sai phái cô. Cô cãi nhau và bỏ học ở câu lạc bộ dân ca vì các bạn chê cô ngu dốt và phân công cô phải làm bánh...bề ngoài nhẹ nhàng nhưng trong lòng Midori cũng có nhiều bức xúc.
Ishida Reiko (石田 玲子)
cô giáo dạy nhạc và là người gần gũi với Naoko khi Naoko phải đi trại điều dưỡng. Cô thường khuyên nhủ Tōru và Naoko, luôn ủng hộ mối quan hệ của họ và cố gắng dung hòa khi Tōru có ý tình cảm nghiêng về Midori hơn. Cô mắc bệnh tâm thần sợ xã hội phê phán đến mức hai lần tự tử hụt.
Kizuki (キズキ)
là người bạn thân nhất của Tōru và là bạn trai Naoko. Kizuki đã tự tử khi mới 17 tuổi vì những lý do mà Naoko nói với Watanabe: không thể hòa nhập với xã hội, không thể làm tình với Naoko.
Nagasawa (永沢)
một sinh viên khoa ngoại giao trường Đại học Tokyo, người đã trở thành bạn của Tōru khi chia sẻ sự yêu thích về cuốn sách Gatsby vĩ đại. Nagasawa có những mối quan hệ cá nhân phức tạp, quan hệ với rất nhiều cô gái. Tōru thỉnh thoảng đi cùng Nagasawa để quan hệ tình dục với những cô gái mà Nagasawa chọn cho.
Hatsumi (ハツミ)
bạn gái lâu năm của Nagasawa, đẹp và quý phái nhưng tự tử vì thất vọng với Nagasawa.

## Nội dung
Watanabe Tōru, một chàng thanh niên 38 tuổi vừa mới đặt chân tới Hamburg, Đức. Khi bất chợt nghe được bài hát "Norwegian Wood" của Beatles, anh bỗng hồi tưởng lại mối tình đầu của mình với Naoko. Ký ức mang anh trở lại với những năm của thập kỷ 1960, khi có quá nhiều sự việc xảy ra với cuộc sống của anh khi đó.
Tōru cùng với người bạn cùng lớp Kizuki, và bạn gái của Kizuki - Naoko là những người bạn thân thiết. Kizuki với Naoko là một đôi với nhau còn Tōru dường như rất hạnh phúc và ủng hộ cho mối tình của họ. Tình bạn này đã bị đứt gãy khi vụ tự tử của Kizuki xảy ra vào ngày sinh nhật lần thứ 17 của anh. Cái chết của Kizuki đã ảnh hưởng sâu sắc tới 2 người bạn còn lại; Tōru luôn cảm thấy ảnh hưởng của cái chết ở mọi nơi còn Naoko thì thấy dường như mất một phần con người mình. Hai người sau này đã tìm đến nhau và cố gắng an ủi nhau, họ đã ngày càng thân nhau hơn và giữa họ đã nảy sinh tình cảm đôi lứa. Trong buổi tối ngày sinh nhật lần thứ 20 của Naoko, Cô đã cảm thấy bị thương tổn ghê gớm và rất cần sự an ủi, chia sẻ. Họ đã quan hệ tình dục với nhau tối hôm đó, và đây cũng là lần đầu của Naoko. Kể từ sau buổi tối đó, Naoko đã để lại cho Tōru một bức thư nói rằng cô cần phải đi xa một thời gian và cũng nghỉ học ở trường để tới nhà nghỉ Ami - một nơi ở kết hợp nơi điều trị thần kinh. Cô đã có một số vấn đề thần kinh không bình thường.
Tōru sau này đã kết bạn với Kobayashi Midori, một cô bạn cùng lớp. Cô có mọi thứ mà Naoko không có - sự cởi mở, tự tin, tràn đầy sức sống. Mặc dù anh vẫn yêu Naoko, Tōru vẫn bị Midori hấp dẫn và ngược lại, Midori cũng rất yêu quý Tōru, và tình bạn của họ ngày càng phát triển trong thời gian Naoko vắng mặt.
Tōru đã đến thăm Naoko tại nơi điều trị gần Kyoto. Ở đó, anh đã gặp Ishida Reiko, một bệnh nhân khác và là người theo dõi, chăm sóc Naoko. Trong chuyến thăm này và một vài chuyến thăm khác nữa, Reiko cùng với Naoko đã hé lộ thêm vài việc trong quá khứ của mình: Reiko nói về sự tìm kiếm của cô để xác nhận những vấn đề về giới tính còn Naoko nói về việc tự tử không báo trước của chị gái mình vài năm trước.
Tōru, khi quay trở lại Tokyo, vẫn tiếp tục mối quan hệ với cả Midori và Naoko. Anh viết một bức thư cho Reiko, xin lời khuyên của cô về việc lựa chọn nên phát triển quan hệ tình cảm lâu dài với Naoko hay Midori. Anh không muốn làm tổn thương Naoko, nhưng anh cũng không muốn để tuột mất Midori. Reiko khuyên anh rằng, nếu bị Midori thu hút mạnh đến thế thì nên yêu hết mình cho dù tình yêu đó có thể phát triển tốt hoặc không, còn đừng nên nói chuyện đó với Naoko vì Tōru vẫn là nguồn sức mạnh lớn lao cho Naoko để cô an tâm chữa bệnh.
Sau này, Tōru đã nhận được một lá thư từ Reiko báo rằng Naoko đã tự kết liễu cuộc đời mình. Kết cục của điều đó là việc Tōru một mình lang thang vô định khắp nước Nhật mà chẳng có mục đích nào cả, trong lòng luôn nhớ đến những kỷ niệm xưa giữa hai người và Kizuki, trong khi đó Midori không nhận được liên hệ nào với anh và không hiểu chuyện gì đã xảy ra. Một thời gian sau, khi đã nhận ra rằng, cái chết không phải là sự đối nghịch mà nó chính là một phần của sự sống, anh quay trở lại Tokyo, và khi đó Reiko tới thăm anh. Trước đây, sau cái chết của Naoko, Reiko đã viết rất nhiều bức thư nói với anh rằng cái chết đó không phải do lỗi của Tōru, không phải lỗi của ai cả, cũng giống như trời mưa không phải do ai. Với sự ủng hộ của chị, anh đã nhận ra rằng, giờ đây Midori là người quan trọng nhất trong cuộc đời anh. Tōru đã nói chuyện tình cảm của mình với Midori. Chuyện gì đã xảy ra tiếp theo tác phẩm không đề cập tới mà đã để một cái kết mở cho người đọc.

## Tác động tại Việt Nam
Rừng Na Uy được dịch lần đầu tiên ở Việt Nam vào năm 1997. Bản dịch tuy không thực sự xuất sắc, và để được in ra, đã buộc phải cắt xén nhiều câu, nhiều đoạn bị cho là "nhạy cảm", "dung tục". Tuy nhiên, khi đó Rừng Na Uy đã ít nhiều gây được sự chú ý của giới Nhật Bản học tại Việt Nam nói riêng và dư luận nói chung. Một số nhà nghiên cứu văn học Nhật Bản ở Việt Nam, khi lần đầu tiếp xúc với tác phẩm, đã bị sốc vì hình ảnh một đất nước, con người Nhật Bản hiển hiện quá xa lạ với truyền thống. Dần dần, giới nghiên cứu cũng đi đến sự thống nhất, rằng đó vẫn là một sản phẩm thuần Nhật, hiển nhiên có thể được sản sinh ra nhờ tính tương phản gay gắt như một hằng số của nền văn hóa xứ sở hoa anh đào.
Theo thời gian và độ mở của văn hóa Việt Nam sau 10 năm, bản dịch Rừng Na Uy ra mắt năm 2006 do Nhã Nam phát hành được đánh giá là hoàn chỉnh hơn cả. Dù vẫn có sự tranh cãi tác phẩm sex thuần túy hay là nghệ thuật đích thực, không thể phủ nhận được rằng, tác phẩm đã được giới trẻ đương đại Việt Nam đón nhận nồng nhiệt vì nó phản ánh được tâm tư, cuộc sống và những mối quan tâm của họ hiện nay. Mặc dù tiếng nói của các nhà nghiên cứu về tác phẩm còn rất ít ỏi, hàng trăm thảo luận trên các diễn đàn của giới trẻ Việt Nam đã được mở ra để bàn luận về tác phẩm này, cho thấy nó đã khẳng định vị thế của mình trong lòng bạn đọc trẻ. Điều đó cũng cho thấy đề tài, chủ đề, cốt truyện của Rừng Na Uy tỏ ra phù hợp và dễ đọc với những độc giả lứa tuổi 20 hơn là những nhà nghiên cứu đã cao tuổi đời cũng như tuổi nghề.

## Chuyển thể
Rừng Na Uy được đạo diễn người Pháp gốc Việt Trần Anh Hùng chuyển thể thành phim cùng tên với các diễn viên của Nhật Bản.